# Adam Miller
Adam Edward Miller (născut pe 19 februarie 1982 în Hemel Hempstead) este un fotbalist englez, de descendență irlandeză, care joacă pentru Cambridge United. Și-a început cariera cu Ipswich Town dar nu a reușit să se impună în prima echipă și a jucat pentru echipe de non-ligă înainte să se transfere la Queens Park Rangers, unde și-a făcut debutul în Football League în decembrie 2004. Mai târziu s-a transferat la Stevenage Borough, dar l-a urmat pe antrenorul Mark Stimson la Gillingham la sfârșitul anului 2007. A reprezentat England National Game XI și a jucat pe Wembley Stadium în finala Trofeului FA.

## Începutul vieții
Miller s-a născut în Hemel Hempstead, dar a crescut în Monkwick districtul Colchester, unde familia sa locuiește din 2004.  A participat la „The Stanway School” în oraș. L-a 17 ani s-a transferat la Ipswich Town ca stagiar.  În acelați timp el fiind selecțonat să reprezinte Irlanda de Nord la nivelul sub-18, calificându-se prin virtutea faptului că bunicul matern sa născut în țară.

## Statisticile carierei
Correct as of the end of the 2008–09 season
| Club                   | Sezon   | Ligă     | Ligă   | Cupa FA  | Cupa FA | Cupa Ligii | Cupa Ligii | Total    | Total  |
| Club                   | Sezon   | Apariții | Goluri | Apariții | Goluri  | Apariții   | Goluri     | Apariții | Goluri |
| ---------------------- | ------- | -------- | ------ | -------- | ------- | ---------- | ---------- | -------- | ------ |
| Canvey Island          | 2000–01 | 3        | 0      | 1        | 0       | —          | —          | 4        | 0      |
| Canvey Island          | 2001–02 | 25       | 7      | 4        | 1       | —          | —          | 29       | 8      |
| Canvey Island          | 2002–03 | 2        | 0      | 0        | 0       | —          | —          | 2        | 0      |
| Worksop Town           | 2002–03 | 1        | 0      | 0        | 0       | —          | —          | 1        | 0      |
| Grays Athletic         | 2002–03 | 32       | 6      | 1        | 0       | —          | —          | 33       | 6      |
| Gravesend & Northfleet | 2003–04 | 4        | 1      | 0        | 0       | —          | —          | 4        | 1      |
| Aldershot Town         | 2003–04 | 25       | 5      | 3        | 0       | —          | —          | 28       | 5      |
| Aldershot Town         | 2004–05 | 15       | 4      | 1        | 0       | —          | —          | 16       | 4      |
| QPR                    | 2004–05 | 14       | 0      | 0        | 0       | 0          | 0          | 14       | 0      |
| QPR                    | 2005–06 | 1        | 0      | 0        | 0       | 1          | 0          | 2        | 0      |
| Peterborough United    | 2005–06 | 2        | 0      | 0        | 0       | 0          | 0          | 2        | 0      |
| Stevenage Borough      | 2005–06 | 15       | 1      | 0        | 0       | —          | —          | 15       | 1      |
| Stevenage Borough      | 2006–07 | 29       | 5      | 2        | 1       | —          | —          | 31       | 6      |
| Stevenage Borough      | 2007–08 | 16       | 5      | 0        | 0       | 0          | 0          | 16       | 5      |
| Gillingham             | 2007–08 | 28       | 3      | 0        | 0       | 0          | 0          | 28       | 3      |
| Gillingham             | 2008–09 | 35       | 6      | 4        | 0       | 1          | 0          | 40       | 6      |

## Palmares
- Trofeul FA: 2001, 2007